# Alexander Skarsgård
Alexander Johan Hjalmar Skarsgård (Estocolmo, 25 de agosto de 1976) é um ator e diretor sueco. Vencedor do Emmy de Melhor Ator Coadjuvante em Minissérie ou Telefilme e do Globo de Ouro de melhor ator coadjuvante em televisão por sua aclamada atuação como Perry Wright na série Big Little Lies da HBO. Ele é mais conhecido pelos seus papéis de Eric Northman na série de televisão True Blood, e Tarzan no filme The Legend of Tarzan.
Skarsgård é considerado um símbolo sexual da modernidade devido ao seu personagem em True Blood. Já apareceu em inúmeras listas de revistas como a Rolling Stone que elegem os "100 homens mais sexys do ano", aparecendo sempre na 5° ou até na 1° posição.

## Vida pessoal
Ele é filho do ator sueco Stellan Skarsgård e da médica My Skarsgård. Ele tem cinco irmãos: Gustaf Skarsgård (nascido em 1980), Sam Skarsgård (nascido em 1982), Bill Skarsgård (nascido em 1990), Eija Skarsgård (nascida em 1992), Valter Skarsgård (nascido em 1995) e dois meios-irmãos, Ossian (nascido em 2009) e Kolbjörn (nascido em 2012). 
Em 2009, começou um namoro com a atriz Kate Bosworth que durou 2 anos. O casal rompeu em 2011. Em 2013, surgiram rumores de romance com a cantora Taylor Swift que nunca foram confirmados pelas partes, mas supostamente a música "Wildest Dreams" foi escrita para o ator. Em 2015, Alexander iniciou um relacionamento com Alexa Chung, porém o casal terminou em 2017 devido às agendas lotadas.
Atualmente, está em um relacionamento com a atriz sueca Tuva Novotny. Em 2022, o casal teve o seu primeiro filho.

## Carreira
Filho do conhecido ator Stellan Skarsgård, Alexander começou a atuar na tenra idade de 8, quando ele estrelou em "Åke och hans Värld" ("Åke and His World"), onde interpretou Kalle Nubb melhor amigo do protagonista Åke (Martin Lindström). Em 1989, ele decidiu que a vida pública não era para ele, pois não gostava da atenção da mídia e as pessoas olhando para ele na rua. Ele queria ser arquiteto. Naquele momento, ele colocou sua carreira em pausa.
Anos mais tarde cursou a faculdade de ciência política, ingressou no serviço militar sueco como um fuzileiro naval, com a idade de 20 anos.

### Volta às telas
Quinze meses depois deixou o serviço para refletir sobre sua vida e ele decidiu então que ele voltaria a atuar após um hiato de 10 anos. Para isso, ele mudou-se para Leeds, na Inglaterra, depois para New York, onde participou da Escola Teatral Marymount. Depois de seis meses em Nova York, o amor atraí-o de volta para a Suécia, mas não deu certo.

## Cinema e televisão
Depois de voltar para a Suécia, Skarsgård começou a pegar trabalhos de atuação, participando de filmes, televisão e produções teatrais. Enquanto passava as férias nos Estados Unidos, fez um teste para o papel de Meekus no filme de 2001 chamado Zoolander.
Em 2003, seu trabalho em "The Dog Trick" rendeu a ele uma nomeação de melhor ator coadjuvante na premiação  Guldbagge. Ele foi nomeado o homem mais bonito da Suécia 5 vezes.
Mudou-se para Los Angeles em 2004 mas continuou trabalhando na Suécia. O sucesso veio quando fez o papel de Brad Colbert na aclamada série da HBO Generation Kill. Uma adaptação do livro do mesmo nome do jornalista Evan Wright. Generation Kill segue um batalhão da Marinha Americana durante a guerra do Iraque. Como Brad Colbert era um papel próximo ao principal na série, a diretora Susanna White e o produtor executivo David Simon não queriam dar para Skarsgård o papel por duvidarem que ele seria capaz de falar inglês com sotaque americano. Depois de 4 audições em 3 cidades, Skarsgård ganhou o papel, 36 horas antes de entrar em um avião para a Namibia onde a série foi filmada. O elenco ficou por 7 meses no deserto, filmando 6 dias por semana. Skarsgård trabalhou com um fonoaudiólogo para aprender o sotaque americano.
Um pouco antes de terminar as gravações de Generation Kill, Skarsgård ouvir falar sobre True Blood, uma nova série desenvolvida pela HBO, baseada na série de livros "Sookie Stackhouse" de Charlaine Harris. Ele estava inseguro sobre atuar como vampiro, mas quando soube que Alan Ball, criador da série Six Feet Under e ganhador do Oscar de melhor roteiro por Beleza Americana, estava por trás do projeto, ele fez uma audição para o papel de Bill Compton, que foi dado para o ator Stephen Moyer. Skarsgård depois ganhou o papel de Eric Northman, um vampiro viquingue de 1 000 anos de idade, dono de um bar local e interesse amoroso da personagem principal Sookie Stackhouse. True Blood ficou no ar por 7 temporadas, com a sétima e última temporada exibida em 2014.

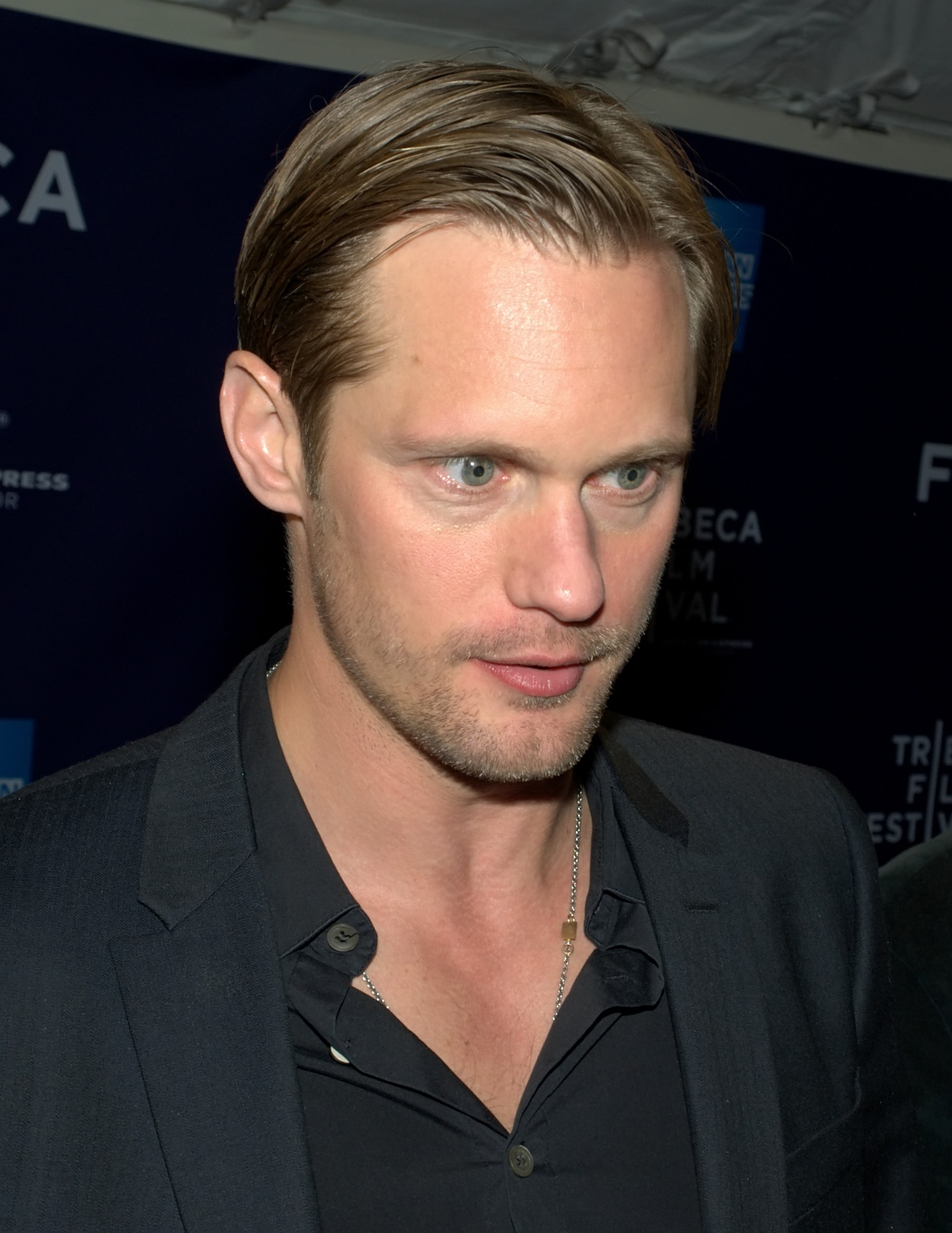
Alexander Skarsgård em Festival de TriBeCa 2010.

Em 2009, Skarsgård fez uma participação no clipe musical “Paparazzi, da cantora pop Lady Gaga. Ele dublou o personagem Stefan no filme animado Metropia, dirigido por Tarik Saleh. Em 2010, Skarsgård fez Terje, um norueguês gay se mudando para o Polo Norte, no falso documentário britânico Beyond the Pole.
O estilista Hickey Freeman escolheu Skarsgård para apresentar um novo look em 2012. Annie Leibovitz fotografou a campanha, que apareceu no The Wall Street Journal Magazine, GQ e na revista Details. Ele foi capa da revista Rolling Stone em setembro de 2010 com os seus parceiros de True Blood, Anna Paquin e Stephen Moyer.
Em 2011, ele apareceu em dois filmes: "Melancholia", dirigido por Lars von Trier e estrelando a atriz Kirsten Dunst, Charlotte Gainsbourg e Kiefer Sutherland, premiado em 2011 no festival de Cannes. Skarsgård apareceu em Sob o Domínio do Medo, um remake do filme de 1971, como Charlie Venner. O diretor do remake, Rod Lurie, transferiu a cidade pequena do filme de Cornwall para o Mississippi, e descreveu Venner como uma "ex-estrela do futebol americano fracassada". O filme também contou com James Marsden e Kate Bosworth e foi lançado em 16 de setembro de 2011.
Em 2012, Skarsgård atuou ao lado de Taylor Kitsch e Rihanna no filme Battleship, uma adaptação do jogo de mesmo nome da Hasbro. Ele também atuou com Julianne Moore e Steve Coogan no filme What Maisie Knew, uma adaptação do livro de mesmo nome do escritor Henry James. Também fez parte do elenco do filme de terror "Disconnect", atuando com Paula Patton.
Em 2013, ele atuou com Brit Marling e Elliot Page no filme "The East". Skarsgård ainda vai viver Tarzan no novo filme de Tarzan, previsto para ser lançado em 2016. No elenco já está confirmada Margot Robbie como Jane Porter (Tarzan).

## Prêmios e Indicações
Foi nomeado para um Guldbagge em 2003 pelo papel coadjuvante masculino no curta-metragem Hundtricket.
Skarsgård Ganhou 3 Scream Award de "Melhor Vilão" por seu papel como Eric Northman em True Blood um em 2009 e outro de "Melhor Ator" em 2010 e em 2011. Recebeu uma indicação ao SAG Awards 2010 por integrar o elenco de True Blood.
Em 2017 recebeu sua primeira indicação ao Emmy Awards de melhor ator em minissérie ou tele-filme pelo seu trabalho em Big Little Lies vencendo o prêmio. Em 2018 recebeu o Globo de ouro de melhor ator coadjuvante em minissérie por sua atuação como Perry Wright. Em 2024, venceu o SAG Awards de Melhor Elenco em Série Dramática por seu trabalho na última temporada de Succession.

#### Emmy Awards
| Ano  | Título          | Categoria                                          | Resultado |
| ---- | --------------- | -------------------------------------------------- | --------- |
| 2017 | Big Little Lies | Melhor Ator Coadjuvante em Minissérie ou Telefilme | Venceu    |
| 2022 | Succession      | Melhor Ator Convidado em Série Dramática           | Indicado  |

#### Globo de Ouro
| Ano  | Título                               | Categoria       | Resultado |
| ---- | ------------------------------------ | --------------- | --------- |
| 2018 | Melhor Ator Coadjuvante em Televisão | Big Little Lies | Venceu    |

#### SAG Awards
| Ano  | Título                                 | Categoria       | Resultado |
| ---- | -------------------------------------- | --------------- | --------- |
| 2010 | Melhor Elenco em Série Dramática       | True Blood      | Indicado  |
| 2018 | Melhor Ator em Minissérie ou Telefilme | Big Little Lies | Venceu    |
| 2020 | Melhor Elenco em Série Dramática       | Big Little Lies | Indicado  |
| 2024 | Melhor Elenco em Série Dramática       | Succession      | Venceu    |

## Filmografia
- 2022 - The Northman
- 2021 - Godzilla vs. Kong
- 2019 - The Aftermath[29]
- 2018 - The Hummingbird Project.
- 2017 - Big Little Lies - venceu o Emmy Awards de melhor ator em minissérie ou tele-filme[1]
- 2016 - The Legend of Tarzan
- 2015 - The Diary of a Teenage Girl
- 2014 - The Giver
- 2013 - The East
- 2013 - What Maisie Knew
- 2013 - Disconnect
- 2012 - Battleship
- 2011 - Melancholia
- 2011 - Sob o domínio do medo
- 2010 - Trust Me
- 2010 - Muumi ja punainen pyrstötähti
- 2010 - 13
- 2009 - Beyond the Pole
- 2009 - Metropia
- 2009 - Paparazzi (Videoclipe)
- 2008-2014 - True Blood (televisão)
- 2008 - Generation Kill (televisão)
- 2007 - Järnets änglar
- 2007 - Leende guldbruna ögon (televisão)
- 2006 - Exit
- 2006 - Cuppen (televisão)
- 2006 - Kill Your Darlings
- 2006 - Never Be Mine
- 2006 - The Last Drop
- 2005 - Om Sara
- 2005 - Revelations (televisão)
- 2005 - Som man bäddar…
- 2004 - Hjärtslag
- 2002 - Hundtricket - The Movie
- 2001 - D-dag - Den færdige film (televisão)
- 2001 - Zoolander
- 2001 - Drakarna över Helsingfors
- 2000 - Vingar av glas
- 2000 - Järngänget
- 2000 - Judith (televisão)
- 2000 - Dykaren (televisão)
- 2000 - D-dag - Lise (televisão)
- 2000 - Hundtricket
- 2000 - D-dag (televisão)
- 1999 - Happy End
- 1999 - Vita lögner (televisão)
- 1989 - Hunden som log
- 1987 - Idag röd (televisão)
- 1984 - Åke och hans värld